# Confessions Part II
Confessions Part II is een single van de Amerikaanse R&B-zanger Usher. Het is de derde single van het album Confessions en is uitgebracht in mei 2004. De single is geproduceerd door Jermaine Dupri. In de Verenigde Staten wist Confessions Part II de eerste plaats te behalen in de hitlijsten (evenals de eerste twee singles Yeah! en Burn). In Nederland piekte de single op nummer 14. In Groot-Brittannië werd de single uitgegeven met My Boo, een duet met Alicia Keys. Ook bestaat er een remix van Confessions Part II met Shyne, Kanye West en Twista.
De single vertelt het persoonlijk verhaal van Jermaine Dupri (producer van de single) die in een relatie zit, na een one-nightstand vader wordt en dit moet opbiechten aan zijn vriendin. In 2006 maakte "Weird Al" Yankovic een parodie op de single, genaamd Confessions Part III. Dit was een combinatie tussen Confessions Part II en Confessions, een single van Usher uit 1997.

## Tracks

### Internationaal
1. Confessions Part II (Albumversie)
2. Confession Part II (Remix met Shyne, Kanye West & Twista)
3. Whatever I Want

### Groot-Brittannië
UK CD: 1
1. Confessions Part II
2. My Boo (met Alicia Keys)

UK CD: 2
1. Confessions Part II
2. My Boo (met Alicia Keys)
3. Confessions Part II (Remix met Shyne, Kanye West & Twista)
4. Confessions Part II (Video)
5. My Boo (met Alicia Keys) (Video)

| Confessions Part II in de Nederlandse Top 40 - binnen: week 42 | Confessions Part II in de Nederlandse Top 40 - binnen: week 42 | Confessions Part II in de Nederlandse Top 40 - binnen: week 42 | Confessions Part II in de Nederlandse Top 40 - binnen: week 42 | Confessions Part II in de Nederlandse Top 40 - binnen: week 42 | Confessions Part II in de Nederlandse Top 40 - binnen: week 42 | Confessions Part II in de Nederlandse Top 40 - binnen: week 42 | Confessions Part II in de Nederlandse Top 40 - binnen: week 42 | Confessions Part II in de Nederlandse Top 40 - binnen: week 42 | Confessions Part II in de Nederlandse Top 40 - binnen: week 42 |
| Week                                                           | 1                                                              | 2                                                              | 3                                                              | 4                                                              | 5                                                              | 6                                                              | 7                                                              | 8                                                              |                                                                |
| -------------------------------------------------------------- | -------------------------------------------------------------- | -------------------------------------------------------------- | -------------------------------------------------------------- | -------------------------------------------------------------- | -------------------------------------------------------------- | -------------------------------------------------------------- | -------------------------------------------------------------- | -------------------------------------------------------------- | -------------------------------------------------------------- |
| Nummer                                                         | 36                                                             | 27                                                             | 15                                                             | 14                                                             | 20                                                             | 20                                                             | 34                                                             | Uit                                                            |                                                                |